# Nereis neogracilis
Nereis neogracilis är en ringmaskart som beskrevs av Mohammad 1970. Nereis neogracilis ingår i släktet Nereis och familjen Nereididae. Inga underarter finns listade i Catalogue of Life.